# 旅顺市
旅顺市（俄语：Порт-Артур，直译：亚瑟港，或音译“旅顺”为，羅馬化：Ryojyun shi），是中国大連歷史上的一个行政区，最早由俄罗斯帝国主导建立。1899年，俄罗斯帝国在俄租关东州首次设立旅顺市，是关东州的行政中心所在地，日本占领关东后沿袭旅顺市建制，1945年，苏军和中国共产党在旅顺口（今辽宁省大连市境）建立旅顺市政府。中华民国政府亦曾以辽宁省省辖市的名义设置旅顺市，但未有实际管辖。1960年，旅顺市撤销，改设旅大市旅顺口区，今旅顺口区为大连市市辖区。

## 背景
旅顺一名始于明朝，取意于“旅途顺利”。清代中后期，由于推行垦殖政策，旅顺城区的人口初具规模，大約形成上千戶的小村镇。甲午战争后，旅顺口遭到日军屠杀，全城仅剩下36人，并在战争结束时随辽东半岛被割让给日本，但由于俄国的觊觎，辽东半岛在三国的干涉下由清政府赎回。

## 俄国主导建立的旅顺市（1899年—1905年）
1897年，俄羅斯舰队入侵旅顺与大连湾，1898年，俄羅斯帝国强迫大清帝國政府与其签订《旅大租地条约》和续约，俄国租借旅顺口、大连湾及附近水域25年，并获得中东铁路南满支线的专有权。起初俄国打算在旅顺口修建商港并提出了相关方案，但遭到了俄國军方的反对。在《旅大租地条约》签订后，俄罗斯在旅顺口建立了军政合一的殖民政权——军政部，俄罗斯太平洋分舰队司令官、海军中将杜巴索夫担任首任军政部部长。军政部通过旅顺民政管区的警察署进行司法统治，旅顺的行政事务由陆军少将沃尔科夫管辖。1898年8月，旅大租借地被俄罗斯皇帝赋予州级行政权力，接受阿穆尔总督格罗杰科夫的管辖。
1899年8月16日，俄羅斯軍方在旅顺设立关东州总督府，内设民政、财政、外交、军事、行政、司法等行政机构，下辖3市5行政区，自此旅顺城区始称旅顺市，俄罗斯人则繼續以英國港口称此地为亚瑟港；农村地区则建立旅顺行政区管辖。

## 日本統治下的旅顺市（1905年—1945年）
1905年，日本帝國在日俄战争中获胜，依照《朴茨茅斯和约》接管俄国在关东州的一切权益，又与清政府签订《中日会议东三省事宜条约》及《附约》，将复州的凤鸣岛、交流岛、平岛、西中岛、骆驼岛划入关东州。接管旅顺后，日本设立旅顺民政支署管辖原俄属关东州的旅顺市和旅顺行政区。1915年，增设旅顺市役所，并在1924年与民政署分开，市役所管辖城区，民政署管辖农村。1945年，苏联红军南下控制旅顺。:77

## 戰後的旅顺市（1945年—1960年）
1945年八月风暴行动中，蘇聯軍隊進攻滿洲國。8月15日，中华民国政府与苏联政府签订《中苏友好同盟条约》，包括旅顺港所在的旅顺口，今大连市的南部地区成为苏军驻地，即中华人民共和国方面所称的特殊解放区。旅顺口海军根据地租期30年。此后旅大地区名义为中国领土，实为苏联军事管制区，中华民国政府未曾实际管辖。在苏联的掌控下，中共政权于1945年11月8日，成立大连市政府。11月25日，成立旅顺市政府。旅顺港所在，亦是中共政权无法管辖的地区。至1955年，苏军方才完全从旅大地区撤离。
1947年6月，中华民国政府公布東北新省區方案，由金县析置旅顺市，治所在旅顺口（今辽宁省大连市西南旅顺口区），属辽宁省。
1949年4月，属旅大行署区。中华人民共和国建立后，属旅大市（旅大直辖市）。1950年2月，中华人民共和国政府和苏联政府签订《中苏友好同盟互助条约》的同日，签订《关于中国长春铁路、旅顺口及大连的协定》。协议约定旅顺口地区的民事行政应直属中华人民共和国政府管辖。1955年，苏军完全撤军。旅顺港在内的区域回归中国。1960年1月18日，中国国务院撤消旅顺市，设旅顺口区。